# Réseau permanent de stations GPS de référence
Le réseau de stations au sol permet, via les réseaux GSM ou DBA+ d'obtenir directement les corrections appropriées pour permettre à un terminal GPS de travailler en mode RTK.

## Les réseaux en Belgique
En Belgique, il existe trois réseaux de ce type.
- Le réseau WALCORS dans la partie wallonne du pays (WALlonia Continuously Operating Reference System)
- Le réseau FLEPOS dans la partie néerlandophone (FLEmish POSitioning Service)
- Le réseau GPSBru dans la région de Bruxelles-capitale

### Données techniques
Les données de l'ensemble des 64 stations de référence GNSS belges et des 11 stations qui font partie dr l'EURef European Permanent Network sont chargées chaque nuit à l'Institut National de Géographie.
Les stations de l'EURef utilisée sont:	 
- Bruxelles, Dentergem, Dourbes et Waremme en Belgique
- Herstmonceux en Grande-Bretagne
- Westerbork aux Pays-Bas
- Grasse et La Rochelle en France
- Wettzell en Allemagne
- Zimmerwald en Suisse
- Onsala en Suède

À l'aide des paramètres d'orbite disponibles (rapid ephemeris), puis 2 à 3 fois par semaine avec les paramètres d'orbite corrigés (precise ephemeris), un calcul est réalisé avec toutes données satellitaires observée par les stations. Ce calcul permet de déterminer, chaque jour, avec précision les coordonnées des stations de référence.
Les coordonnées des stations EPN sont ensuite contrôlées dans le réseau européen permanent par différents centres de calcul européens parmi lesquels il y a l'Observatoire Royal de Belgique. Finalement, les solutions journalières sont compensées afin d'obtenir une solution hebdomadaire.

### Distinction
La création des réseaux permanents de stations GPS de référence en Belgique a été distinguée par trois bornes de cristal en 2003.

## Dans le reste du monde
Dans les pays européens couverts par l'EURef, l'accès au données RTK est disponible suivant les modalités imposées par les opérateurs locaux.
Dans les territoires où il n'existe pas de réseau permanent, il est nécessaire d'utiliser un GPS à double antennes afin de créer une station de référence temporaire que l'on doit déterminer par des mesures préalables de points de référence connus